# حركة الوحدة الرومانية الملدوفية

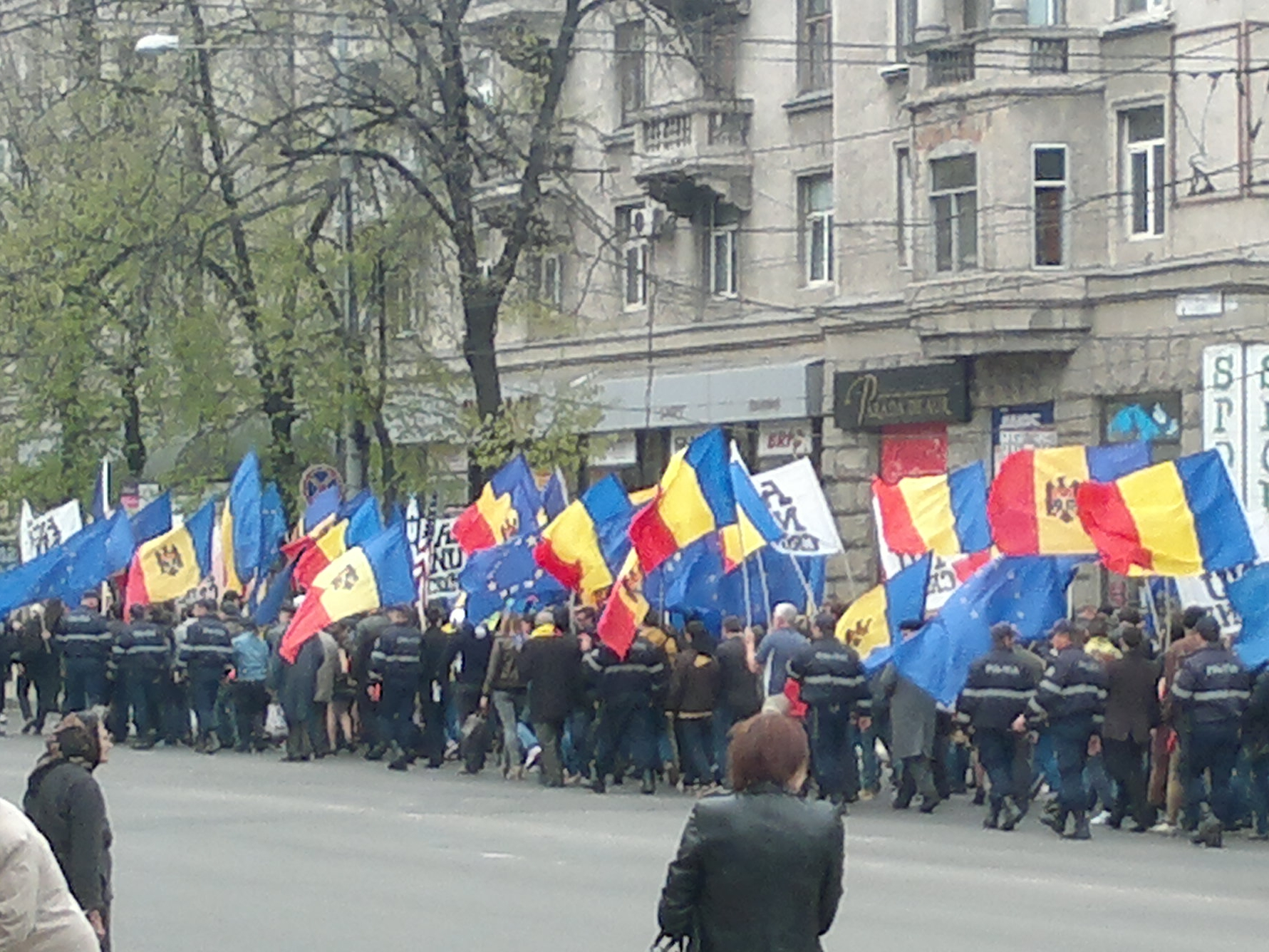

تحرير حركة الوحدة الرومانية الملدوفية أنشئت بعد الثورة الرومانية 1989 التي لأطاحت بالديكتاتور نيكولاي تشاوتشيسكو. وبداية أنهيار الاتحاد السوفيتي. الأفراد الذين ينتمون لهذة الحركة يسموا بالوحدويين، أو الوحدويون. لكن ظهر لهذة الحركة معارضين يسموا أنفسهم بالملدوفيين، وهم يرون أن ملدوفيا ورومانيا إثنييتين مختلفتين.
توحيد رومانيا ومولدوفا هو مفهوم شائع في البلدين ظهر في أواخر ثمانينيات القرن العشرين في أثناء انهيار الشيوعية. ساهمت الثورة الرومانية في عام 1989 واستقلال مولدوفا في عام 1991 في تطوير حركة لتوحيد البلدين الناطقين باللغة الرومانية. إن مسألة إعادة التوحيد هي مسألة متواترة في المجال العام للبلدين، وغالبًا ما تُعد تكهنًا، بوصفها هدفًا وخطرًا على حد سواء.
يُطلق على الأفراد الذين يدافعون عن التوحيد عادة اسم «الاتحاديون». يدعمه البعض باعتباره عملية سلمية تقوم على الموافقة في البلدين، ويدعمه البعض الآخر تحت مسمى «حق تاريخي روماني في بيسارابيا». يشير مؤيدو التوحيد إلى المعارضين بأنهم «مولدوفيون» أو «دولانيون».

## خلفية
كانت إمارة مولدافيا دولة تابعة للإمبراطورية العثمانية، وضُمّت أراضيها الشرقية بين نهر بروت ودنيستر (نصف الإمارة على وجه التقريب) من قبل الإمبراطورية الروسية في عام 1812، وكان ذلك بموجب معاهدة بوخارست. أشار الروس إلى هذه المنطقة الجديدة باسم بيسارابيا، متخذين اسمًا سبق له أن طُبّق على جزء جنوبي فقط من المنطقة (عُرف أيضًا باسم «بودجاك») وموسعين نطاقه ليشمل كامل الأراضي التي ضُمّت حديثًا. الاسم مستمد من سلالة والاشيا الباسارابية، التي كانت ترأس الجزء الجنوبي في العصور الوسطى. خلال الثورة الروسية عام 1917، أعلن برلمان إقليمي شُكّل حديثًا (سفاتول تيري) استقلال بيسارابيا داخل روسيا. في عام 1918، بعد دخول الجيش الروماني بيسارابيا، قرر البرلمان المؤقت الاستقلال، وذلك قبل أن يراجع موقفه ليتخذ أخيرًا قرارًا نهائيًا تمثل في اتحاد شرطي مع رومانيا. أُسقطت الشروط، التي شملت تدابيرًا للحكم الذاتي، في نهاية الأمر.
في عام 1940، خلال الحرب العالمية الثانية، استجابت رومانيا لإنذار نهائي وتنازلت عن مولدوفا إلى الاتحاد السوفييتي، الذي نظمها في شكل جمهورية مولدوفا الاشتراكية السوفييتية. في منتصف عام 1941، انضمت رومانيا إلى محور هتلر في غزو الاتحاد السوفييتي، مستعيدة بيسارابيا وشمال بوكوفينا، ومحتلةً أيضًا الأراضي إلى الشرق من دنيستر التي أطلقت عليها «ترانسنيستريا». بحلول نهاية الحرب العالمية الثانية، كان الاتحاد السوفييتي قد استعاد كل الأراضي المفقودة، وتمكن من إعادة تأسيس السلطة السوفييتية هناك. عزز السوفييت بقوة الهوية العرقية المولدوفية، وذلك ضد الآراء الأخرى التي نظرت إلى جميع المتحدثين باللغة الرومانية على أنهم جزء من مجموعة عرقية واحدة، مستغلين الاندماج غير الكامل لبيسارابيا في رومانيا بين الحربين.
ذكرت السياسة السوفييتية الرسمية أيضًا أن الرومانية والمولدوفية كانتا لغتين مختلفتين، وللتشديد على هذا التمييز، كان لابد من كتابة المولدوفية بأبجدية سيريلية جديدة (الأبجدية السيريلية المولدوفية) استنادًا إلى السيريلية الروسية القديمة، بدلًا من السيريلية الرومانية القديمة، التي توقف استخدامها في القرن التاسع عشر في المملكة القديمة ومنذ عام 1917 في بيسارابيا.

### التطورات بعد عام 1989
في سبتمبر عام 1989، مع التحرير في الاتحاد السوفييتي، أعلن برلمان جمهورية مولدوفا الاشتراكية السوفييتية اللغة المولدوفية لغةً رسميةً، وأكد وجود «هوية لغوية رومانية مولدوفية».
في مايو عام 1990، بعد عدة عقود من الانفصال الصارم، رفعت رومانيا وجمهورية مولدوفا الاشتراكية السوفييتية مؤقتًا الإجراءات التقييدية المفروضة على المعابر الحدودية، وعبَر الآلاف من الأفراد نهر بروت الذي تميز بكونه حدّهم المشترك.
كانت العوامل التي أعاقت التوحيد معقدة، تتراوح بين الحذر من الزعماء السياسيين في مولدوفا ورومانيا، ومن الحرب في ترانسنيستريا، وربما الأهم من ذلك كله، من العقليات الخاصة بقطاعات كبيرة من السكان في مولدوفا (وإلى حد ما في رومانيا) الذين كانوا غير مبالين لمثل هذا المشروع أو معارضين له. في خطابه أمام البرلمان الروماني، في فبراير عام 1991، تحدث أول رئيس لمولدوفا، ميرسيا سينغور، عن هوية مشتركة للمولدوفيين والرومانيين، في إشارة إلى «الرومانيين من كلا جانبي نهر بروت». في يونيو عام 1991، تحدث سينغور عن تحرك مولدوفا نحو إعادة التوحيد مع رومانيا، مضيفًا أن الاتحاد السوفييتي لا يبذل جهودًا كبيرة لوقفه.
في حين أيد العديد من المثقفين المولدوفيين التوحيد وأرادوا «لم الشمل مع الوطن الأم الروماني»، لم يكن هناك دعم شعبي كبير له، إذ عارضه أكثر من 70% من المولدوفيين طبقًا لاستطلاع في عام 1992. في الوقت نفسه، استخدمت ترانسنيستريا، وهي الجزء الشرقي من مولدوفا التي تسكنها أغلبية سلافية (معظمها من الروس والأوكرانيين)، الخطر المفترض المتمثل في التوحيد مع رومانيا ذريعةً لطموحاتها الخاصة إلى الاستقلال.
بعد إعلان الاستقلال في 27 أغسطس عام 1991، تشوه العلم الروماني بشعار النبالة المولدوفية ونشيد رومانيا الوطني «ديشتابتا تي روموني (استيقظ أيها الروماني)»، ليصبحا كلاهما رمزين لمولدوفا المستقلة الجديدة. في أعقاب التوتر المتزايد بين الجبهة الشعبية المولدوفية الحاكمة الموالية للتوحيد والرئيس سينغور، الذي نشب بسبب مسألة التوحيد بوجه خاص، اقترب الرئيس من مجموعة المولدوفيين من أحزاب الزراعيين، وعين مرشحهم أندريه سانغيلي رئيسًا للوزراء. نتيجة لذلك، وخاصة بعد انتصار الزراعيين في انتخابات عام 1994، بدأت مولدوفا تنأى بنفسها عن رومانيا. عُدّل علم الدولة قليلًا، وتغير النشيد إلى «ليمبا نواسترا (لغتنا)». رأى العديد من الشخصيات العامة أن استفتاء مولدوفا لعام 1994 بشأن مولدوفا المستقلة كان يهدف إلى استبعاد ضمني للتوحيد مع رومانيا. علاوة على ذلك، فإن الدستور الذي اعتمده في عام 1994 البرلمانُ الجديد الذي يهيمن عليه الزراعيون والاشتراكيون المولدوفيون أسمى اللغة الرسمية اللغة «المولدوفية»، بخلاف إعلان الاستقلال السابق الذي أطلق عليها اللغة «الرومانية». إن محاولة رئيس مولدوفا ميرسيا سينغور في عام 1996 لتغيير اسم اللغة الرسمية إلى «الرومانية» رفضها البرلمان المولدوفي ووصفها بأنها «تشجع على التوسع الروماني».
اعتُمِد «مفهوم للسياسة الوطنية» في عام 2003 من قبل البرلمان الذي يهيمن عليه الشيوعيون، وذكر أن المولدوفيين والرومانيين شعبان مختلفان، وأن الرومانيين يمثلون أقلية عرقية في مولدوفا.
قبل عام 2005، كان حزب الشعب المسيحي الديمقراطي، وهو أحد الورثة السياسيين للجبهة الشعبية المولدوفية، الوحيدَ الذي يدعم التوحيد بفعالية. على الرغم من ذلك، فإن موقف المسيحيين الديمقراطيين تغير بشكل كبير بعد أن بدؤوا بالتعاون مع الشيوعيين المولدوفيين الحاكمين. خلال انتخابات أبريل عام 2009، كان تحالف الحزب الليبرالي القومي وحركة العمل الأوروبية يعملان على منصة مشتركة لاتحاد فضفاض مع رومانيا، لكنهما لم يجمعا سوى 1% تقريبًا من الأصوات.

## تأثير سيناريو التوحيد
ستجلب جمهورية مولدوفا إلى رومانيا إضافة قدرها 2.6 مليون نسمة، وزيادة في الناتج المحلي الإجمالي تقدر بـ11.7 مليار دولار (4.8% من الناتج المحلي الإجمالي لرومانيا). مع ذلك، فإن نصيب الفرد من الناتج المحلي الإجمالي سينخفض إلى 11,400 دولار. يُقدر نصيب الفرد من إجمالي الناتج المحلي الروماني الحالي بـ12,480 دولارًا، في حين يبلغ نصيب الفرد من إجمالي الناتج المحلي لمولدوفا 3,300 دولار.
سوف تخلق الحدود المفتوحة للأعمال فرصة جذابة جدًا للمستثمرين الرومانيين، إذ ستمكنهم من نقل مكان الإنتاج من الجانب الأيمن (رومانيا) إلى الجانب الأيسر (مولدوفا) من بروت، حيث ستكون التكاليف أقل في كافة النواحي تقريبًا.
إذا قررت مولدوفا أن تتحد مع رومانيا، فإن غاغاوزيا، وهي «وحدة حكم ذاتي إقليمية وطنية» لمولدوفا بثلاث لغات رسمية: الرومانية والغاغاوزية والروسية، سيكون لها حق تقرير المصير. من ضمن ما زاد من تعقيد هذا الأمر حقيقة أنه في حين أن الاستقلال الذاتي لغاغاوزيا مضمون بموجب الدستور المولدوفي وينظمه القانون الغاغاوزي للحكم الذاتي لعام 1994، فإن قوانين رومانيا لا تسمح بالاستقلال الذاتي القائم على العرق أو بأي لغة رسمية أخرى غير الرومانية، حتى على المستوى الإقليمي، خوفًا من الانفصالية الهنغارية (قد يحدث «تعرف» على لغات الأقليات في بعض المناطق، مع استخدامها بشكل محدود في الشؤون الرسمية). في مثل هذه الحالة، من المرجح أن تنفصل المنطقة الغاغاوزية عن مولدوفا وتتشكل دولة غاغاوزية صديقة روسية مستقلة.